# Горбуновське сільське поселення (Нерчинсько-Заводський район)
Горбуно́вське сільське поселення (рос. Горбуновское сельское поселение) — сільське поселення у складі Нерчинсько-Заводського району Забайкальського краю Росії.
Адміністративний центр та єдиний населений пункт — село Горбуновка.

## Населення
Населення сільського поселення становить 263 особи (2019; 297 у 2010, 314 у 2002).